# Eningen unter Achalm
Eningen unter Achalm är en kommun (tyska Gemeinde) i Landkreis Reutlingen i delstaten Baden-Württemberg i Tyskland. Folkmängden uppgår till cirka 12 000 invånare, på en yta av 23,13 kvadratkilometer.

## Befolkningsutveckling
| Befolkningsutvecklingen i Eningen unter Achalm 1975–2015 | Befolkningsutvecklingen i Eningen unter Achalm 1975–2015 | Befolkningsutvecklingen i Eningen unter Achalm 1975–2015 | Befolkningsutvecklingen i Eningen unter Achalm 1975–2015 | Befolkningsutvecklingen i Eningen unter Achalm 1975–2015 |
| -------------------------------------------------------- | -------------------------------------------------------- | -------------------------------------------------------- | -------------------------------------------------------- | -------------------------------------------------------- |
|                                                          |                                                          |                                                          |                                                          |                                                          |
| År                                                       |                                                          |                                                          | Folkmängd                                                | Areal (ha)                                               |
| 1975                                                     | 1975                                                     |                                                          | 9 195                                                    | 2 316                                                    |
| 1980                                                     | 1980                                                     |                                                          | 9 220                                                    |                                                          |
| 1985                                                     | 1985                                                     |                                                          | 9 158                                                    |                                                          |
| 1990                                                     | 1990                                                     |                                                          | 9 675                                                    |                                                          |
| 1995                                                     | 1995                                                     |                                                          | 10 032                                                   |                                                          |
| 2000                                                     | 2000                                                     |                                                          | 10 413                                                   |                                                          |
| 2005                                                     | 2005                                                     |                                                          | 10 857                                                   |                                                          |
| 2010                                                     | 2010                                                     |                                                          | 11 069                                                   |                                                          |
| 2015                                                     | 2015                                                     |                                                          | 10 951                                                   |                                                          |
|                                                          |                                                          |                                                          |                                                          |                                                          |